# إدوارد بال (سياسي)
إدوارد بال (بالإنجليزية: Edward Ball)‏ هو محامي وسياسي أمريكي، ولد في 6 نوفمبر 1811 في مقاطعة فيرفاكس في الولايات المتحدة، وتوفي في 22 نوفمبر 1872 في زانيسفيل في الولايات المتحدة. حزبياً، نشط في حزب اليمين. وقد انتخب عضو مجلس نواب أوهايو وانتخب عضو مجلس النواب الأمريكي.